# Ken Arai
Ken Arai (* 22. Dezember 1981) ist ein ehemaliger japanischer Leichtathlet, der sich auf den Speerwurf spezialisiert hat.

## Sportliche Erfolge
Erste internationale Erfahrungen sammelte Ken Arai im Jahr 2005, als er bei den Ostasienspielen in Macau mit einer Weite von 74,21 m den fünften Platz belegte. 2007 belegte er bei den Asienmeisterschaften in Amman mit 67,87 m Rang sechs und auch bei den Leichtathletik-Asienmeisterschaften 2011 in Kōbe wurde er mit 77,37 m Sechster. Er setzte seine Karriere ohne größeren Erfolge bis ins Jahr 2017 fort und beendete diese dann in Matsuyama im Alter von 35 Jahren.